# Microvalgus curtus
Microvalgus curtus är en skalbaggsart som beskrevs av Renaud Maurice Adrien Paulian 1961. Microvalgus curtus ingår i släktet Microvalgus och familjen Cetoniidae. Inga underarter finns listade i Catalogue of Life.